# 沈阳有轨电车5号线
沈阳有轨电车五号线是中国辽宁省沈阳市的城市轨道交通系统中的一条有轨电车线路，线路主要路段位于沈阳市浑南区，二期东延伸路段与辽宁省沈抚改革创新示范区相连接，是中国首条连接两座城市的现代有轨电车线路，全长26.7千米，设站29座，由沈阳浑南现代有轨电车运营有限公司运营。线路始建于2012年，奥体中心至玄莬郡遗址公园区段于2013年8月31日起载客运营，规划馆至李石寨段于2021年2月3日起载客运营。

## 线路走向

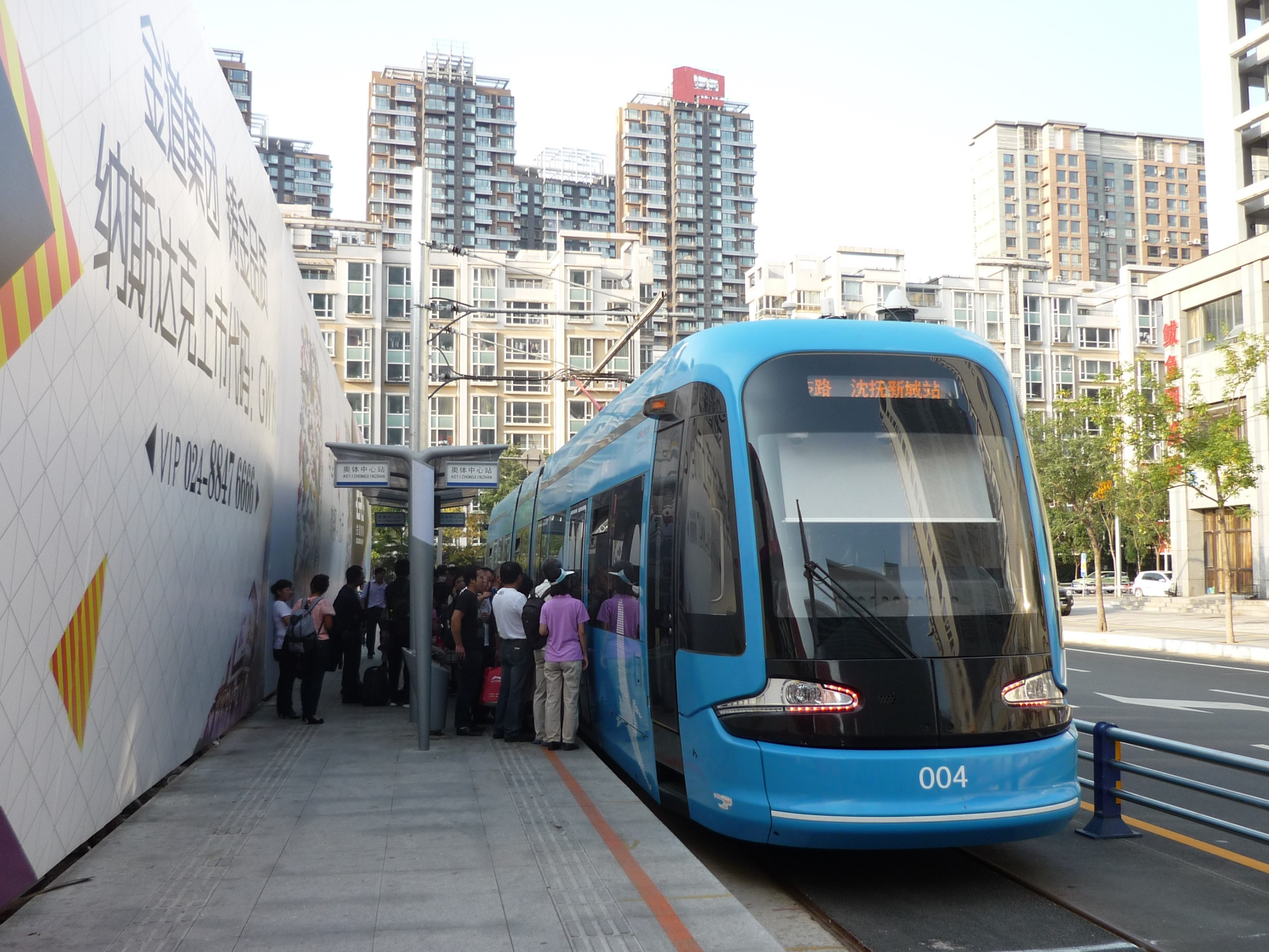
正在奥体中心站载客的004号电车，列车在该处会同时完成清客及始发

本线路起点设置于浑南区天一街与浑南三路交汇口南侧的奥体中心站，列车由该站出发后即向东转入浑南三路，并沿浑南三路继续向东行驶，沿途设置2个车站，直至向南转入富民南街，但在富民南街沿线不停靠任何车站，随后列车向东转入浑南中路，并从此段开始继续向东行驶至三环路，在沈阳市境内途经浑南中路，其中浑南中路富民南街路口至沈阳建筑大学附近的一段与浑南大道快速路平行，所有车站设置于快速路下方；列车下穿三环路后，进入沈抚改革创新示范区境内运行，并沿沈抚大道向东行驶。列车在玄菟郡遗址公园站出站后，将先途经驶向沈抚新城车辆段的出入段线，再继续沿沈抚大道向东行驶，最终以沈抚大道李石街路口的李石寨站作为终点。
列车在两端终点时，均采用站前折返方式。其中，列车在进入奥体中心站之前会先停车降弓，再驶入奥体中心站区段的单线区间清客和载客，该段单线区间也与有轨电车1/2号线之间设有联络线：李石寨站两侧站台均设置折返条件，但列车通常只使用北侧站台进行清客。

## 车站
| 站名           | 地铁换乘         | 行政区       | 开通日期      | 开门方向                            |
| -------------- | ---------------- | ------------ | ------------- | ----------------------------------- |
| 奥体中心       | █ 2号线 █ 9号线  | 沈阳市浑南区 | 2013年8月31日 | 左侧（往李石寨方向） 右侧（终到）   |
| 沈阳海关       | 不適用           | 沈阳市浑南区 | 2013年8月31日 | 左侧                                |
| 金水花城       | █ 9号线          | 沈阳市浑南区 | 2013年8月31日 | 左侧                                |
| 奥体游泳馆     | 不适用           | 沈阳市浑南区 | 2013年8月31日 | 左侧                                |
| 行政服务中心   | 不适用           | 沈阳市浑南区 | 2013年8月31日 | 左侧                                |
| 浑南图书馆     | █ 9号线          | 沈阳市浑南区 | 2013年8月31日 | 左侧                                |
| 陆军总院       | 不適用           | 沈阳市浑南区 | 2013年8月31日 | 左侧                                |
| 浑南实验小学   | █ 9号线 █ 10号线 | 沈阳市浑南区 | 2013年8月31日 | 左侧                                |
| 万科新里程     | 不適用           | 沈阳市浑南区 | 2013年8月31日 | 左侧                                |
| 建筑大学       | █ 9号线          | 沈阳市浑南区 | 2013年8月31日 | 左侧                                |
| 金地滨河国际   | 不适用           | 沈阳市浑南区 | 2013年8月31日 | 左侧                                |
| 综合保税区     | 不适用           | 沈阳市浑南区 | 2013年8月31日 | 左侧                                |
| 万科新城       | 不适用           | 沈阳市浑南区 | 2013年8月31日 | 左侧                                |
| 浑南实验中学   | 不适用           | 沈阳市浑南区 | 2013年8月31日 | 左侧                                |
| 杨官           | 不适用           | 沈阳市浑南区 | 2018年4月9日  | 左侧                                |
| 李巴彦         | 不适用           | 沈阳市浑南区 | 2018年4月9日  | 左侧                                |
| 温馨港湾       | 不适用           | 沈阳市浑南区 | 2014年3月24日 | 左侧                                |
| 金地艺境       | 不适用           | 沈阳市浑南区 | 2013年8月31日 | 左侧                                |
| 东北冷鲜港     | 不适用           | 沈阳市浑南区 | 2013年8月31日 | 左侧                                |
| 天洁华尔街     | 不适用           | 沈阳市浑南区 | 2013年8月31日 | 左侧                                |
| 汪家馨城       | 不适用           | 沈阳市浑南区 | 2013年8月31日 | 左侧                                |
| 人民文化公园   | 不适用           | 沈阳市浑南区 | 2013年8月31日 | 左侧                                |
| 伯官           | 不适用           | 沈阳市浑南区 | 2013年8月31日 | 左侧                                |
| 上伯官         | 不适用           | 沈阳市浑南区 | 2013年8月31日 | 左侧                                |
| 玄莬郡遗址公园 | 不适用           | 沈阳市浑南区 | 2013年8月31日 | 左侧                                |
| 规划馆         | 不适用           | 抚顺市望花区 | 2021年2月3日  | 左侧                                |
| 中金公元启城   | 不适用           | 抚顺市望花区 | 2021年2月3日  | 左侧                                |
| 汇置城         | 不适用           | 抚顺市望花区 | 2021年2月3日  | 左侧                                |
| 李石寨         | 不适用           | 抚顺市望花区 | 2021年2月3日  | 左侧（往奥体中心方向） 右侧（终到） |

## 车辆
本线路和整个浑南有轨电车线网一样，采用接触网供电，沈阳方面车辆均由中国北车长春轨道客车股份有限公司制造，沈抚示范区方面车辆由珠海中车装备工程有限公司制造，每日配车主要以70%低地板3卡编组列车（编号001-020/031-060/061-065）为主，特殊车务调动情况下会调配100%低地板5卡编组列车（021-030）加入运营。
其中，沈阳方面配车每日配车不定，根据情况派出不同车辆驶入本线服务，如从浑南新城车辆段派车则需要途经兴隆大奥莱站至奥体中心站之间的联络线驶入本线范围；SF001-SF005列车（内部另外编号061-065)属于沈抚有轨电车项目，由于贯通运营原因固定在本线服务。

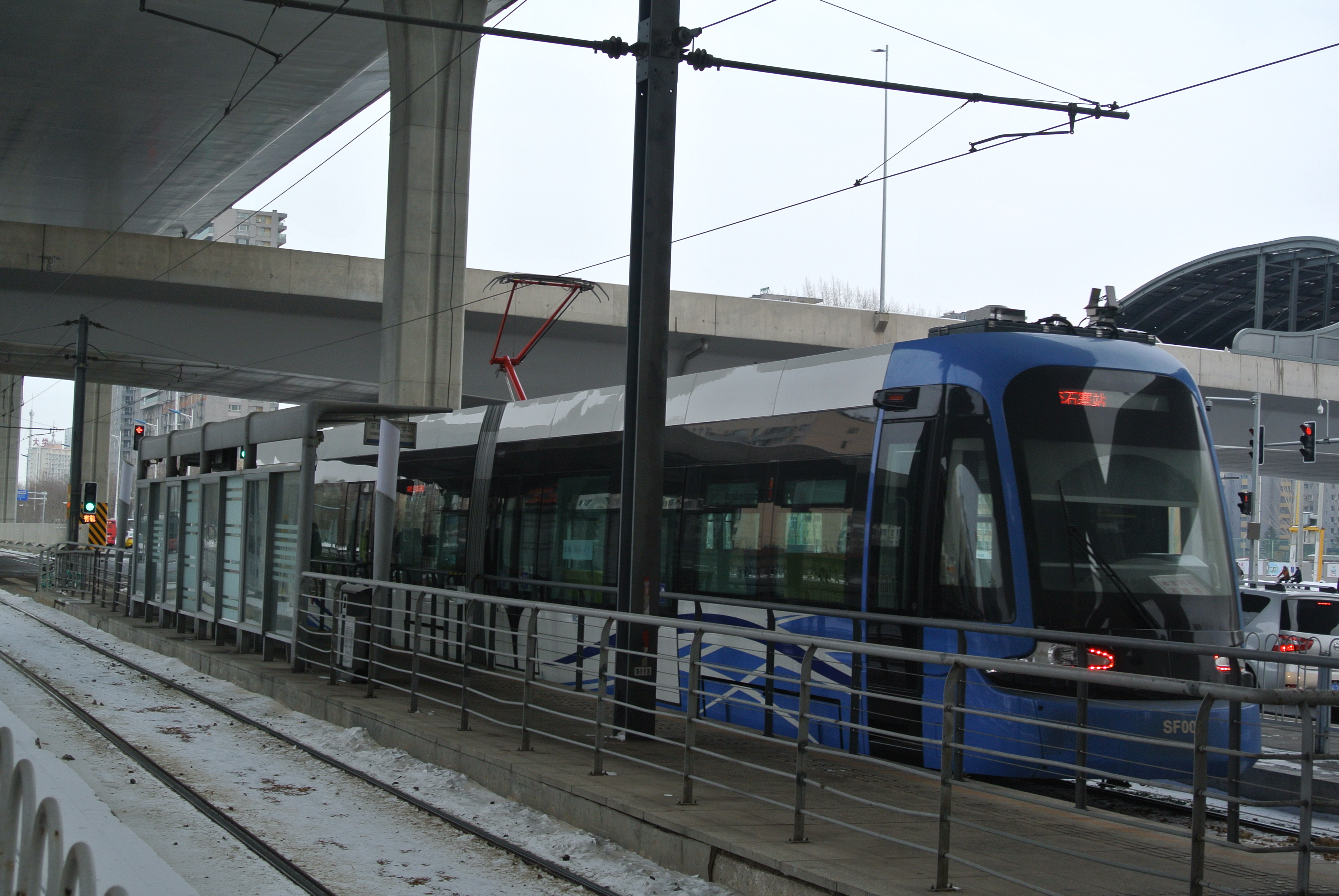
东延线通车前在浑南实验小学站进行测试的沈抚段SF002号列车
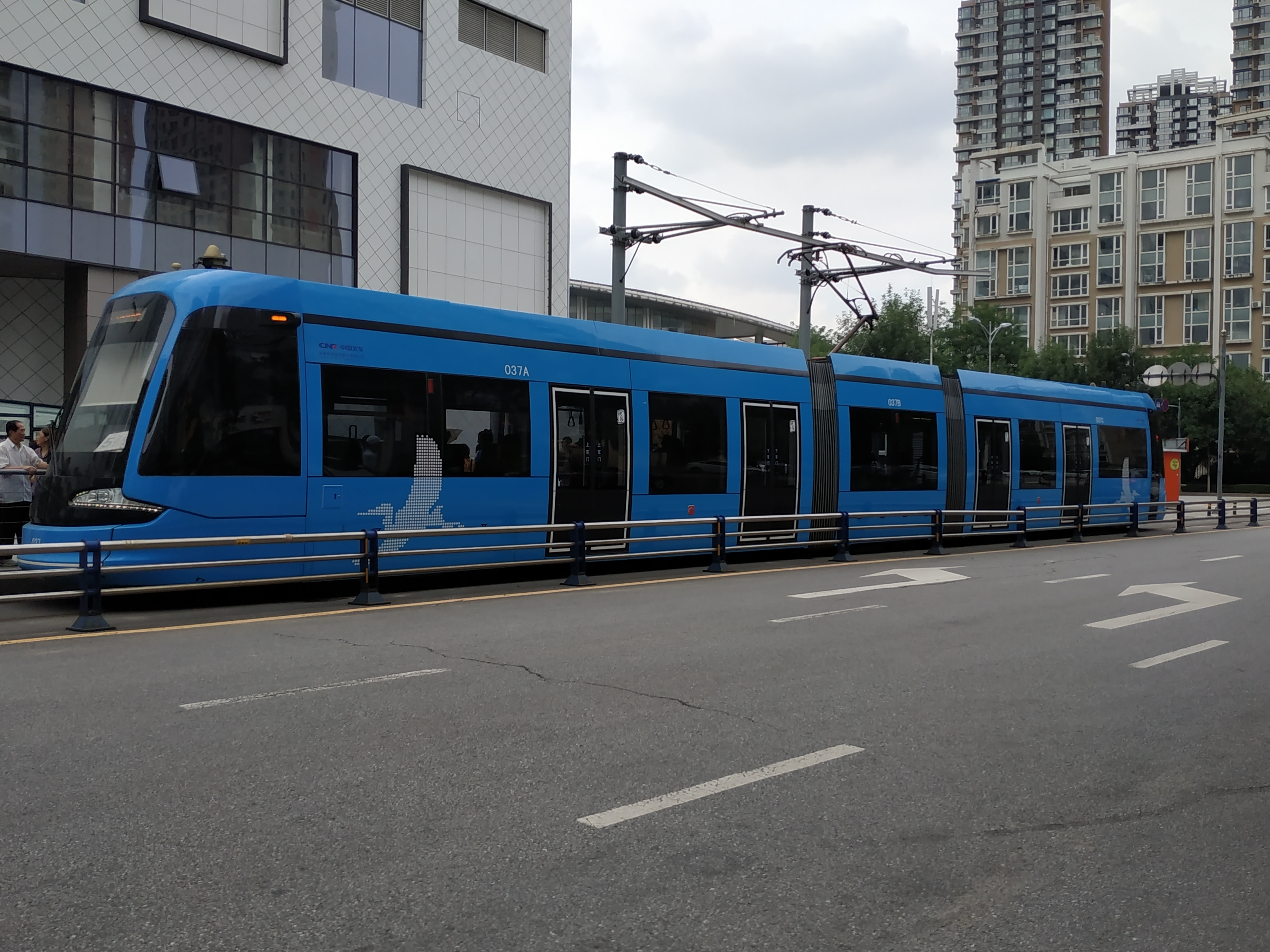
正在奥体中心站的037号电车（增购批次70%电车）

## 车辆段
本线路在玄菟郡遗址公园站站后设置有专为本线服务的沈抚新城车辆段，部分情况下还可从浑南新城车辆段派出车辆，经由兴隆大奥莱站和奥体中心站之间的联络线驶入本线路段。其中，沈抚新城车辆段同时为沈阳方面和沈抚方面购置的列车提供维护和停车服务。

## 票价
2013年至2019年2月28日，本线路跟随线网执行单一票价2元，不限里程和车站数量的票价体系。2019年3月1日至今，本线路实行分段计费票务制度，2元起价，4元封顶，即8公里以内2元，每8公里票价增加1元，直至4元封顶，换乘其它线路列车需要重新购票。乘客可使用现金、盛京通（仅限普通消费卡、关爱卡、夕阳红卡和爱心卡）和智慧电车APP扫码等三种方式乘车，但使用盛京通和APP时需要上下车各进行一次刷卡或扫码，否则将会记为不完整交易，收取线网最高票价4元。

## 未来发展
本线路修建之初，曾计划与有轨电车1号线和2号线一同接入位于招商钻石山的奥体综合交通枢纽，并在交通枢纽内进行三条线路的换乘，但该计划已搁置。现时，乘客如需在奥体中心换乘有轨电车1号线及2号线，需要在奥体中心下车后步行至兴隆大奥莱站乘车。
规划馆站至李石寨站的区间属于沈抚有轨电车西延段，但沈抚有轨电车主线尚未进行建设，李石寨站东侧的两端轨道及沈抚大道路中央均同时预留线路向东继续延伸的条件，目前轨道东侧设置轨阻进行阻挡，沈抚大道预留位置则禁止车辆驶入。

## 历史
- 2013年8月31日 - 奥体中心 - 沈抚新城区段（不含杨官和李巴彦两站）开始载客运营。
- 2018年4月9日 - 杨官站和李巴彦站启用。
- 2021年2月3日 - 规划馆 - 李石寨区间开始载客试运营，通航大厦和沈抚新城两站正式更名为“人民文化公园”和“玄莬郡遗址公园”。